# Кокцеи, Самуэль фон
Самуэль фон Кокцеи (нем. Samuel Freiherr von Cocceji; 20 октября 1679, Гейдельберг — 4 октября 1755, Берлин) — немецкий юрист и государственный деятель.

## Биография
С 1702 года Самуэль фон Кокцеи занимал должность профессора университета во Франкфурте-на-Одере.
С 1723 года — на государственной службе, в 1738—1739 гг. министр юстиции, с 1747 года — великий канцлер Пруссии.
Фон Кокцеи стоял у истоков работы над прусской правовой реформой, проведённой Фридрихом Великим. В 1749 году Самуэлем фон Кокцеи был окончен и вступил в законную силу новый свод законов «Corpus juris Fridericianum», который по своему воздействию на социально-правовую сферу сравним с Кодексом Юстиниана.
Его труды снискали ему прозвания «князя юристов» и «Геракла, расчистившего Авгиевы конюшни прусского права». В 1780 году этот кодекс был переработан ещё раз фон Кармером.
Отец фон Кокцеи, Генрих Кокцеи, также был известным юристом.

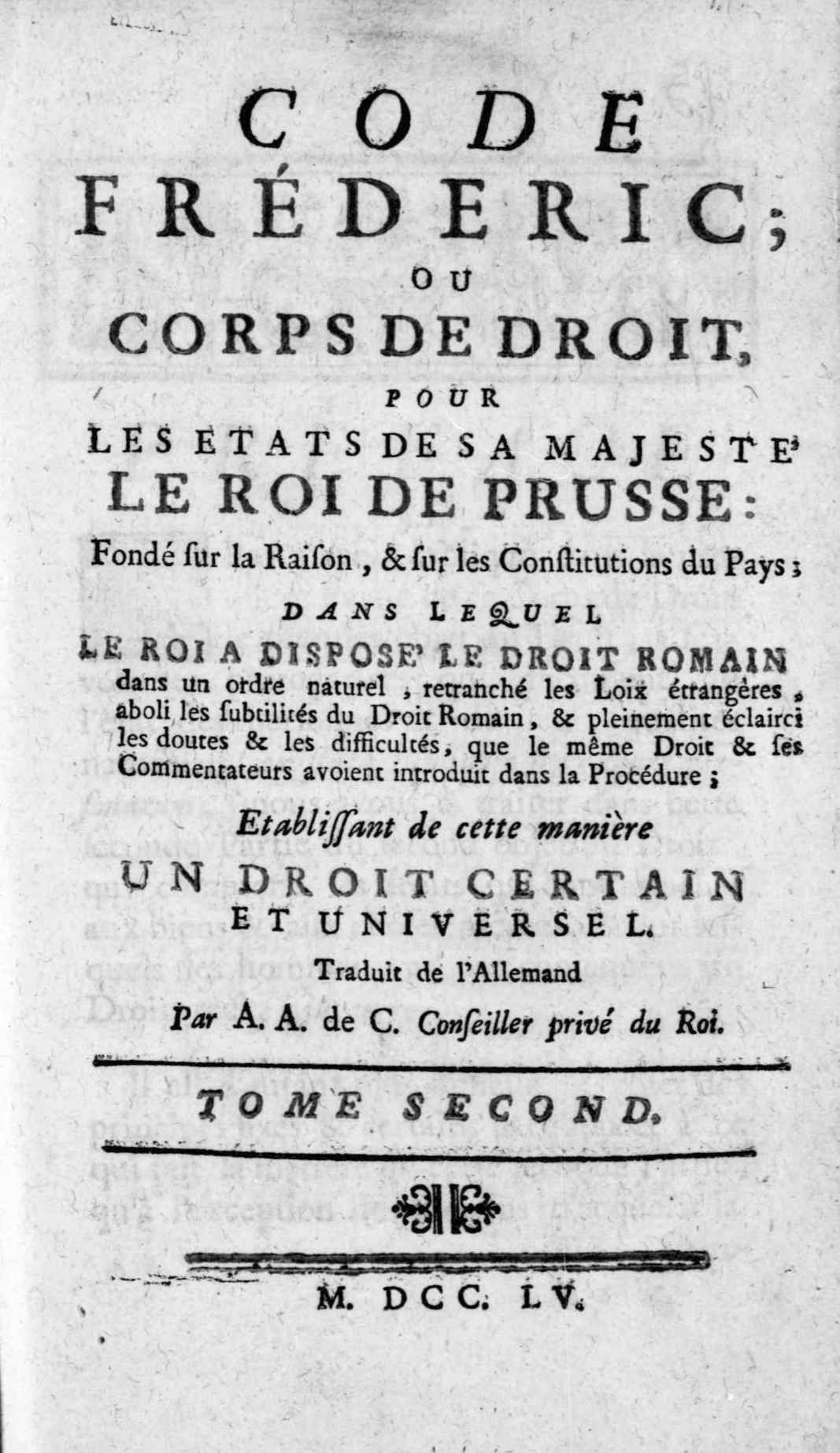
Project des Corporis Juris Fridericiani, 1752